# Кинд, Наталья Владимировна
Ната́лья Влади́мировна Ки́нд (8 июля 1917, Петроград — 13 февраля 1992, Санкт-Петербург) — советский геолог, геоморфолог, доктор геолого-минералогических наук (1971), специалист в области геологии и геохронологии четвертичных отложений, одна из первооткрывателей крупного коренного месторождения алмазов — кимберлитовой трубки «Мир» в Якутии.

## Биография
Родилась в Петрограде в семье Владимира Августовича Кинда (1883—1938), профессора Петроградского политехнического института, сына управляющего Авзяно-Петровскими чугуноплавильными и железоделательными заводами в Верхнеуральском уезде Оренбургской губернии.
В 1934 году окончила рабфак при Ленинградском коммерческом институте. В 1939 году с отличием окончила геолого-почвенный факультет Ленинградского государственного университета по специальности «общая геология и стратиграфия».

### Научная работа
После учёбы поступила на работу в Центральный научно-исследовательский геологический институт (ЦНИГРИ, ныне — ВСЕГЕИ) старшим коллектором Средне-Тиманской четвертичной партии.
В августе 1940 года перешла на работу в Уральскую алмазную экспедицию при СНК СССР, где проработала до 1946 года.
В 1946—1948 годах работала в Ленинграде старшим геологом Ленинградской камеральной партии 3-го Геологического управления Министерства геологии.
В 1948—1959 годах была начальником партии в различных экспедициях Министерства геологии.
После реорганизации в конце 1949 года управления в 3-й Главк (Главное управление), Н. В. Кинд возглавила методический кабинет Центральной экспедиции. В эти годы она в основном занималась изучением условий формирования мезокайнозойских алмазоносных отложений Среднего Урала, что позволило выяснить закономерность размещения алмазных россыпей в этом районе. Результаты этих исследований легли в основу её кандидатской диссертации, которую Н. В. Кинд успешно защитила в мае 1950 года в Геологическом институте АН СССР.
В 1950 году ей была присвоена учёная степень кандидата геолого-минералогических наук.
Весной 1955 года геолог Наталья Владимировна Кинд, начальник тематической партии № 132, составила прогнозную карту, где были обозначены два предполагаемых ею места нахождения коренных алмазов в бассейне р. Малой Ботуобии. Копии она отдала сотрудникам, выехавшим первыми к месту полевых работ. Уже через три дня после высадки в тайге, 13 июня 1955 г., прорабы Е. Н. Елагина и Ю. И. Хабардин нашли кимберлиты из трубки, ставшей потом знаменитой.
Однако первооткрыватели месторождения не только не получили наград, но и были уволены из экспедиции. Так же, как и имена разработчицы метода обнаружения кимберлитовых трубок Н. Н. Сарсадских и её коллеги-соавтора, первооткрывателя первой якутской трубки «Зарница» Л. А. Попугаевой, имена Н. В. Кинд и Е. Н. Елагиной многие десятилетия не упоминались. Поскольку алмазная тема оставалась сверхсекретной, истину знали только их близкие. Сама Кинд написала о своём открытии только 30 лет спустя: «Находка алмазов на р. Ирелях, а также прослеживающаяся связь между тектоническим строением района и местами находок пиропов во время обработки полевых материалов позволили мне составить первую „карту прогноза“ и выделить на ней два участка предполагаемых местонахождений кимберлитов. На одном из них летом 1955 г. была открыта знаменитая кимберлитовая трубка „Мир“, на другом, спустя годы, геофизики открыли кимберлитовую трубку „Интернациональная“».
В конце 1950-х годов Н. Кинд переезжает в Париж к мужу, работающему представителем СССР в ЮНЕСКО.
С апреля 1959 года по 1981 год Н. В. Кинд работала в Геологическом институте АН СССР (ГИН АН СССР) в Москве. Занималась литологией четвертичных отложений.
В сентябре 1965 года участвовала в работе 7-го конгресса INQUA в США.
7 мая 1971 года защитила докторскую диссертацию в ГИН АН СССР по теме: «Изменения климата и оледенения верхнего антропогена (абсолютная геохронология)».

### Публикации
Книги
- Кинд Н. В. Геохронология позднего антропогена по изотопным данным. — М.: Наука, 1974. — 255 с.
- Бобриевич А. П., Бондаренко М. Н., Гневушев М. А., Кинд Н. В., Корешков Б. Я., Курылева Н. А., Нефедова З. Д., Попугаева Л. А., Попова Е. Э., Скульский В. Д., Смирнов Г. И., Юркевич Р. К., Файнштейн Г. Х., Щукин В. Н. Алмазы Сибири. — М.: Госгеолтехиздат, 1957. — 159 с.

Статьи
- Кинд Н. В., Колпаков В. В., Сулержицкий Л. Д. О возрасте оледенений Верхоянья // Известия Академии наук СССР. Серия геологическая. — 1971. — № 10. — С. 135—144.
- Левковская Г. М., Кинд Н. В., Завельский Ф. С., Форова В. С. Абсолютный возраст торфяников района г. Игарка и расчленение голоцена Западной Сибири // Бюллетень Комиссии по изучению четвертичного периода. — 1970. — № 37. — С. 94—101.
- Чердынцев В. В., Алексеев В. А., Кинд Н. В., Форова В. С., Завельский Ф. С., Сулержицкий Л. Д., Чурикова И. В. Радиоуглеродные даты лаборатории Геологического института (ГИН) АН СССР // Геохимия. — 1965. — № 12. — С. 1410—1422.
- Исаева Л. Л., Кинд Н. В., Крауш М. А., Сулержицкий Л. Д. О возрасте и строении краевых ледниковых образований у северного подножья плато Путорана // Бюллетень Комиссии по изучению четвертичного периода. — 1976. — № 45. — С. 117—123.
- Чердынцев В. В., Завельский Ф. С., Кинд Н. В., Сулержицкий Л. Д., Форова В. С. Радиоуглеродные даты ГИН АН СССР. Сообщение IV // Бюллетень Комиссии по изучению четвертичного периода. — 1969. — № 36. — С. 172—193.
- Шофман И. Л., Кинд Н. В., Пахомов М. М., Прокопчук Б. И., Виноградова С. Н., Сулержицкий Л. Д., Форова В. С. Новые данные о возрасте отложений низких террас в басейне р. Вилюй // Бюллетень Комиссии по изучению четвертичного периода. — 1977. — № 47. — С. 100—107.
- Cherdyntsev V. V., Alexeev V. A., Kind N. V., Forova V. S., Sulerzhitskiy L. D., Zavelskiy F. S. Geological institute radiocarbon date II (англ.) // Radiocarbon. — 1968. — Vol. 10, no. 2. — P. 426—436. — ISSN 0033-8222. — doi:10.1017/S0033822200011024.
- Алексеев В. А., Кинд Н. В., Матвеева О. В., Троицкий С. Л. Новые данные по абсолютной хронологии верхнего плейстоцена и голоцена Сибири // Доклады Академии наук СССР. — 1968. — Т. 160, № 5. — С. 1147—1150.
- Кинд Н. В., Сулержицкий Л. Д., Виноградова С. Н., Рябинин А. Л., Форова В. С. Радиоуглеродные даты ГИН АН СССР. Сообщение IX // Бюллетень Комиссии по изучению четвертичного периода. — 1978. — № 48. — С. 191—199.
- Кинд Н. В., Левчук Л. К. Морские каргинские отложения в бассейне Нижней Таймыры и их микропалеонтологическая характеристика // Бюллетень Комиссии по изучению четвертичного периода. — 1981. — № 51. — С. 118—131.

### Общественная деятельность
Н. В. Кинд была замужем за историком И. Д. Рожанским, у них в 1956 году родилась дочь Надежда. У себя дома они часто принимали представителей интеллектуальной элиты страны того времени. Наталья Владимировна дружила со многими участниками диссидентского движения, поддерживала их. Известно, что Кинд в числе прочих подписала телеграмму протеста против осуждения «тунеядца» И. А. Бродского. Кинд была в числе первых читателей «Архипелага ГУЛАГ», помогала переправить рукописи А. И. Солженицына за границу. Солженицын писал о ней:

Для нас важно было — тверда, верна и квартира её чистая. А значит, можно встречи устраивать у неё с иностранцами. Последние, тёмно-грозные месяцы на родине она нередко бывала у нас, всё более становясь родной, много раз бывала у Али после моей высылки. Когда я уже был на Западе — обменивался рукописями с Шафаревичем через неё. Не все соотечественники наши будут понимать, какая решимость требовалась тогда, чтобы включиться в канал.

Связывала её дружба и с А. А. Ахматовой — именно в доме Кинд и Рожанского был впервые записан на плёнку голос Ахматовой, читающей новые стихи, поэму «Реквием», главы из «Поэмы без героя». Именно благодаря Кинд на Запад были переданы и там изданы «Колымские рассказы» В. Т. Шаламова.
Скончалась 13 февраля 1992 года в Санкт-Петербурге. Похоронена на Богословском кладбище Санкт-Петербурга.

## Награды
- Первооткрыватель месторождения
- Присвоено звание «Почётный гражданин Мирнинского района» (посмертно) (2005)[8].

## Память
В честь первооткрывателя Якутской алмазоносной провинции Натальи Владимировны Кинд алмазу весом 58,55 карата, добытому 13 декабря 1991 года на фабрике № 12 из кимберлитов трубки «Удачная», присвоено имя «Наталья Кинд».